# System przenoszenia oporządzenia IIFS

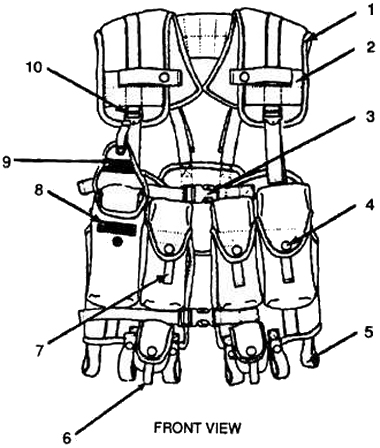
Kamizelka podstawowa ITLBV

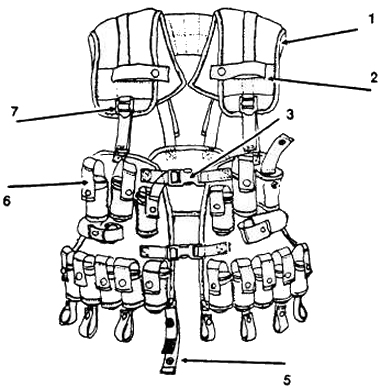
Kamizelka do przenoszenia granatów

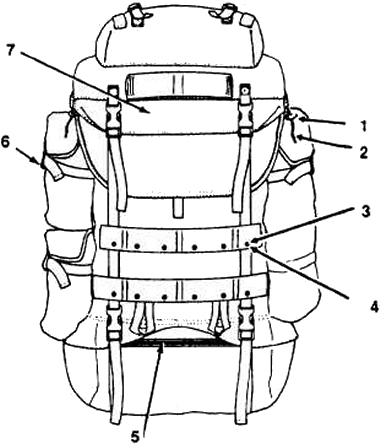
Plecak główny Field Pack

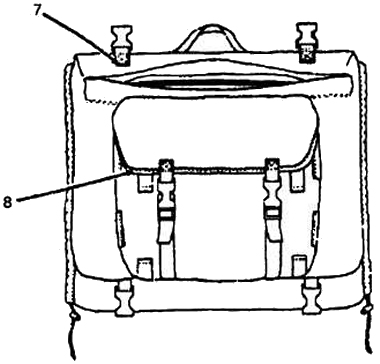
Plecak patrolowy Combat Patrol Pack (stanowiący klapę plecaka Field Pack)

Individual Integrated Fighting System (IIFS) – system przenoszenia oporządzenia osobistego Sił Zbrojnych USA. Wprowadzony do użytku w roku 1988. Następca systemu ALICE. Obecnie niemal całkowicie wyparty przez system MOLLE.

## Historia
Prace nad systemem IIFS zostały rozpoczęte w Ośrodku Badawczo-Rozwojowym Wojsk Lądowych w Natick, w stanie Massachusetts w roku 1984. Po testach przeprowadzonych w 7 Dywizji Piechoty, 10 Dywizji Górskiej i Siłach Specjalnych wprowadzono go do użytku w roku 1988.

## Konstrukcja
System IIFS obejmował dwie kamizelki z pasem, chlebakiem i trzema elementami z systemu ALICE (pokrowiec na manierkę, pokrowiec na saperkę oraz kieszeń na opatrunek osobisty) oraz plecak.

### Kamizelki

#### Individual Tactical Load Bearing Vest
Kamizelka Individual Tactical Load Bearing Vest (ITLBV) przeznaczona jest do przenoszenia podstawowego oporządzenia. Kamizelka wykonana jest z wytrzymałej i wodoodpornej tkaniny nylonowej w kamuflażu Woodland. Wszelkie taśmy są koloru oliwkowego. Kamizelka posiada pełną regulację. Szelki są szerokie i wyścielane gąbką, co zapewnia wygodę podczas użytkowania. Kamizelka posiada 6 kieszeni: 4 ładownice amunicyjne na magazynki do karabinka M16 (dwie na 2 magazynki oraz dwie na 1 magazynek; kamizelka mieści razem 6 magazynków) oraz dwie małe kieszenie na granaty ręczne. Wszystkie kieszenie zapinane są na rzepy oraz napy. Ponadto istnieje możliwość dopięcia pasa, na którym umieszcza się chlebak oraz dodatkowe ładownice z systemu ALICE. Waga pustej kamizelki to ok. 0,8 kg. Producentem kamizelek była firma Specialty Defense. 
W późniejszym czasie powstała także wersja z ukośnymi kieszeniami oraz zmienionym materiałem podstawy kamizelki. Zamiast nylonu użyto wytrzymałej siatki. Ten wzór oznaczono jako LBV-Enhanced, jednakże nie został on oficjalnie przyjęty do służby ze względu na plany wprowadzenia oporządzenia MOLLE. 
W połowie lat 80. powstała specjalna wersja dla United States Navy SEALs. Zamiast klasycznych stałych kieszeni zastosowano wymienne moduły z różnymi kieszeniami. Oceniono ją pozytywnie, lecz zakupiono tylko 80 egzemplarzy próbnych. 

#### Grenade Carrier Vest
Kamizelka Grenade Carrier Vest ma podobną budowę do ITLBV. Zasadnicza różnica polega na innych kieszeniach. Zamiast ładownic na magazynki oraz granaty ręczne posiada kieszenie na naboje do granatników M79 i M203. Kamizelka GCV mieści 14 granatów HE oraz 4 inne granaty. 
Waga pustej kamizelki to ok. 0,95 kg.

#### Elementy dodatkowe
Do elementów dodatkowych opracowanych specjalnie na potrzeby należą: chlebak oraz zmodyfikowany pas z systemu ALICE.
Chlebak (Field Pack Training) - nowy chlebak jest trochę większy od swojego poprzednika z systemu ALICE. Ponadto zamykany jest na dwie klamry fastex. Wykonano go z grubej tkaniny nylonowej w kamuflażu Woodland.
Pas (Belt, Individual Equipment) - jest to zmodyfikowany pas z systemu ALICE. Zastosowano jednak nową plastikową klamrę typu fastex. Czasem niepoprawnie nazywany L-3.

### Plecak FPLIF
Plecak główny Field Pack, Large, with Internal Frame posiada jedną główną komorę oraz komorę na śpiwór (obie komory można połączyć w jedną dużą). Ponadto po bokach umieszczono mniejsze kieszenie (zapinane zamkami błyskawicznymi) i pasy do mocowania kieszeni z systemu ALICE. Ponadto plecak posiada taśmy pozwalające na przytroczenie dodatkowego sprzętu, np. karimaty. System nośny oparty jest na systemach stosowanych w plecakach turystycznych. Stelaż wykonany jest z dwóch szyn aluminiowych, a szelki i pas biodrowy wypełniono pianką. Pojemność plecaka wynosi ok. 85 l, a waga pustego wynosi 3,6 kg. Plecak wykonany jest z tkaniny nylonowej Cordura w kamuflażu Woodland. Klapę plecaka głównego można odpiąć i stosować jako mały plecak patrolowy (pojemność ok. 20 l).